# Área Natural Lagarpampa
Lagarpampa, cuyo nombre oficial es Área Protegida Municipal Lagarpampa, está ubicado en el municipio de Aiquile de la provincia de Campero en el departamento de Cochabamba - Bolivia. La Unión Internacional para la Conservación de la Naturaleza, la define como: Superficies de tierra, en la cual las interacciones del ser humano y la naturaleza a lo largo de los años ha producido una zona de carácter definido con importantes valores estéticos naturales ecológicos y/o culturales ecológicos y/o culturales, y que a menudo albergan una rica diversidad biológica.   
Esta área municipal surgió de la decisión de un congreso orgánico de las subcentrales de Lagarpampa y Mollepampa, y seis sindicatos Lagarpampa, Tunaspampa, La Seja, Chaupiloma, Duraznal y Mollepampa.
Tiene una extensión de 30.308 ha y una altitud de 1800 m.s.n.m.  

## Nivel de protección
Esta área municipal esta protegida por: 
Ordenanza Municipal N.º 040/2009 del 24 de noviembre de 2009.
Ordenanza Municipal N.º 041/2009 del 24 de noviembre de 2009.

## Atractivos
- Paisajes de los valles secos interandinos
- Aviturismo: Paraba de frente roja - (Ara rubrogenys)
- Flora:  La mara valluna , el Caraparí () y (Myrocarpus emarginatus[3])

## Aspectos socioeconómicos
- Agricultura
- Cacería
- Pesca
- Aprovechamiento de la madera
- Ganadería ovina y caprina